# 오이타 트리니타
오이타 트리니타(일본어: 大分トリニータ 오이타 토리니타[*], Oita Trinita)은 J리그 소속 축구팀으로 일본 오이타시가 연고지이지만 벳푸시, 사이키시 그리고 오이타현 전부를 아우르고 있다. 팀명인 트리니타는 '삼위일체'를 뜻하는 영어 Trinity와 오이타를 합성한 단어 또는 이탈리아어 Trinità에서 따왔으며 이는 팀을 이끄는 시민, 기업, 지방 자치 정부를 의미한다.

## 역사
1994년 오이타 트리니티라는 이름으로 창단한 뒤 오이타현과 규슈 리그를 거쳐 아마추어 리그에서 준우승을 차지하며 창단 2년만에 재팬 풋볼 리그 승격에 성공했다.
그 후 1999년 저작권 문제로 현재의 팀명으로 변경한 뒤 2회 연속 J2리그 3위에 오르는 저력을 보여두더니 J리그 디비전 2 2002에서는 창단 첫 우승을 차지하며 창단 이후 처음으로 J1리그 승격에 성공하는 기염을 토했다.
그리고 J1리그 승격 5년 후 J리그 디비전 1 2008에서 4위라는 오이타 구단 역사상 J1리그 역대 최고 성적을 거두었고 같은 해에 열린 J리그컵에서는 FC 도쿄, 나고야 그램퍼스, 시미즈 에스펄스 등을 차례대로 격파하며 사상 첫 국내 메이저 컵대회 우승이자 J리그 디비전 2 2002 이후 6년만에 또 하나의 우승 트로피를 추가했다.
그 후 J3리그 2016에서 국내 리그와 컵대회를 통틀어 구단의 역대 3번째 우승 트로피를 차지하며 2년만에 J2리그로 복귀한데 이어 J2리그 2018에서 J2리그 복귀 1년만에 준우승을 차지하면서 6년만에 J1리그 복귀에 성공했고 이후 J1리그 2019에서 9위를 차지하며 4위를 차지했던 2008 시즌, 8위를 차지했던 2006 시즌에 이어 구단 역사상 J1리그 역대 3번째 최고 성적을 달성했다.
그리고 J1리그 2021에서 비록 20팀 중 18위에 그치며 역대 3번째로 J2리그로 강등되는 수모를 겪어야 했지만 같은 해에 열린 천황배에서는 주빌로 이와타, 가와사키 프론탈레 등 쟁쟁한 팀들을 꺾고 J리그컵 2008 우승 이후 13년만의 국내 메이저 컵대회 결승 진출이자 창단 첫 천황배 준우승의 신화를 만들어냈다.

## 선수 명단

### 현역
- 선수중에 일본인이 28명이 속해있다.

참고: FIFA 자격 규정에 따라 소속된 국가대표팀 국기를 표시합니다. 선수는 복수의 FIFA 비회원국 국적을 가지고 있을 수 있습니다.
| 번호 | 포지션 | 국적                   | 이름              |
| ---- | ------ | ---------------------- | ----------------- |
| 1    | GK     |                        | 슈교 도모히토     |
| 2    | DF     |                        | 야마구치 다카히로 |
| 3    | DF     |                        | 구로키 쿄헤이     |
| 4    | DF     |                        | 다케우치 아키라   |
| 5    | DF     |                        | 스즈키 요시노리   |
| 6    | DF     |                        | 후쿠모리 나오야   |
| 7    | MF     |                        | 마쓰모토 레이     |
| 8    | MF     | 조선민주주의인민공화국 | 황성수            |
| 9    | FW     |                        | 고토 유스케       |
| 10   | MF     |                        | 시키뇨            |
| 11   | FW     |                        | 하야시 요헤이     |
| 14   | DF     |                        | 기시다 쇼헤이     |
| 15   | MF     |                        | 기요모토 다쿠미   |
| 17   | MF     |                        | 코쿠부 신타로     |
| 18   | FW     |                        | 이사 고헤이       |

| 번호 | 포지션 | 국적 | 이름                |
| ---- | ------ | ---- | ------------------- |
| 19   | FW     |      | 오쓰 요세이         |
| 20   | MF     |      | 고테가와 고키       |
| 21   | GK     |      | 가미후쿠모토 나오토 |
| 24   | MF     |      | 히메노 유야         |
| 25   | DF     |      | 사토 코요           |
| 27   | FW     |      | 미쓰히라 가즈시     |
| 28   | MF     |      | 사카이 다이스케     |
| 29   | DF     |      | 이와타 도모키       |
| 30   | FW     |      | 요시히라 쓰바사     |
| 31   | GK     |      | 다카기 슌           |
| 35   | DF     |      | 사카이 다쓰야       |
| 42   | DF     |      | 도키다 마사토       |
| 48   | FW     |      | 가와니시 쇼타       |

## 역대 감독
| 감독            | 임기        |
| --------------- | ----------- |
| 문정식          | 1994 ~ 1996 |
| 황보관          | 2005        |
| 황보관          | 2010 ~ 2011 |
| 다사카 가즈아키 | 2011 ~ 2015 |

## 성적

### J리그
| 시즌 | 리그   | 순위      | 경기 | 승점 | 승 | 무 | 패 |
| ---- | ------ | --------- | ---- | ---- | -- | -- | -- |
| 1999 | J2     | 3 / 10    | 36   | 63   | 21 | 3  | 12 |
| 2000 | J2     | 3 / 11    | 40   | 81   | 26 | 3  | 11 |
| 2001 | J2     | 6 / 12    | 44   | 78   | 25 | 4  | 15 |
| 2002 | J2     | 우승 / 12 | 44   | 94   | 28 | 10 | 6  |
| 2003 | J1 1st | 14 / 16   | 15   | 15   | 4  | 3  | 8  |
| 2003 | J1 2nd | 16 / 16   | 15   | 11   | 1  | 8  | 6  |
| 2003 | 결과   | 14 / 16   | 30   | 26   | 5  | 11 | 14 |
| 2004 | J1 1st | 10 / 16   | 15   | 17   | 5  | 2  | 8  |
| 2004 | J1 2nd | 16 / 16   | 15   | 13   | 3  | 4  | 8  |
| 2004 | 결과   | 13 / 16   | 30   | 30   | 8  | 6  | 16 |
| 2005 | J1     | 11 / 18   | 34   | 43   | 12 | 7  | 15 |
| 2006 | J1     | 8 / 18    | 34   | 47   | 13 | 8  | 13 |
| 2007 | J1     | 14 / 18   | 34   | 41   | 12 | 5  | 17 |
| 2008 | J1     | 4 / 18    | 34   | 56   | 16 | 8  | 10 |
| 2009 | J1     | 17 / 18   | 34   | 30   | 8  | 6  | 20 |
| 2010 | J2     | 15 / 19   | 36   | 41   | 10 | 11 | 15 |

|  | J1 |
|  | J2 |

## 대회 성적
- J1리그 : 4위 (2008)
- J2리그 : 우승 (2002), 준우승 (2018), 3위 (1999, 2000)
- J3리그 : 우승 (2016)
- J리그컵 : 우승 (2008)
- 천황배 : 준우승 (2021)